# Delegación de Puchacay
| Delegación de Puchacay   | Delegación de Puchacay |
| ------------------------ | ---------------------- |
| Cabecera:                | Villa de Florida       |
| Cabildo o Municipalidad: | - Florida              |
| Ubicación                |                        |
|                          |                        |

Delegación de Puchacay es una división territorial de Chile. Corresponde al antiguo Partido de Puchacay, que con la Constitución de 1823, cambia de denominación.
Su cabecera estaba en la Villa de Florida. 
Con la ley de 30 de agosto de 1826, que organiza la República, integra la nueva Provincia de Concepción. 
Con la Constitución de 1833, pasa a denominarse Departamento de Puchacay

## Límites
La Delegación de Chillán limitaba:
- Al Norte con la Delegación de Coelemu
- Al Este con la Delegación de Rere
- Al Sur con el río Biobío y la Delegación de Lautaro.
- Al Oeste con la Delegación de Concepción